# Tywa

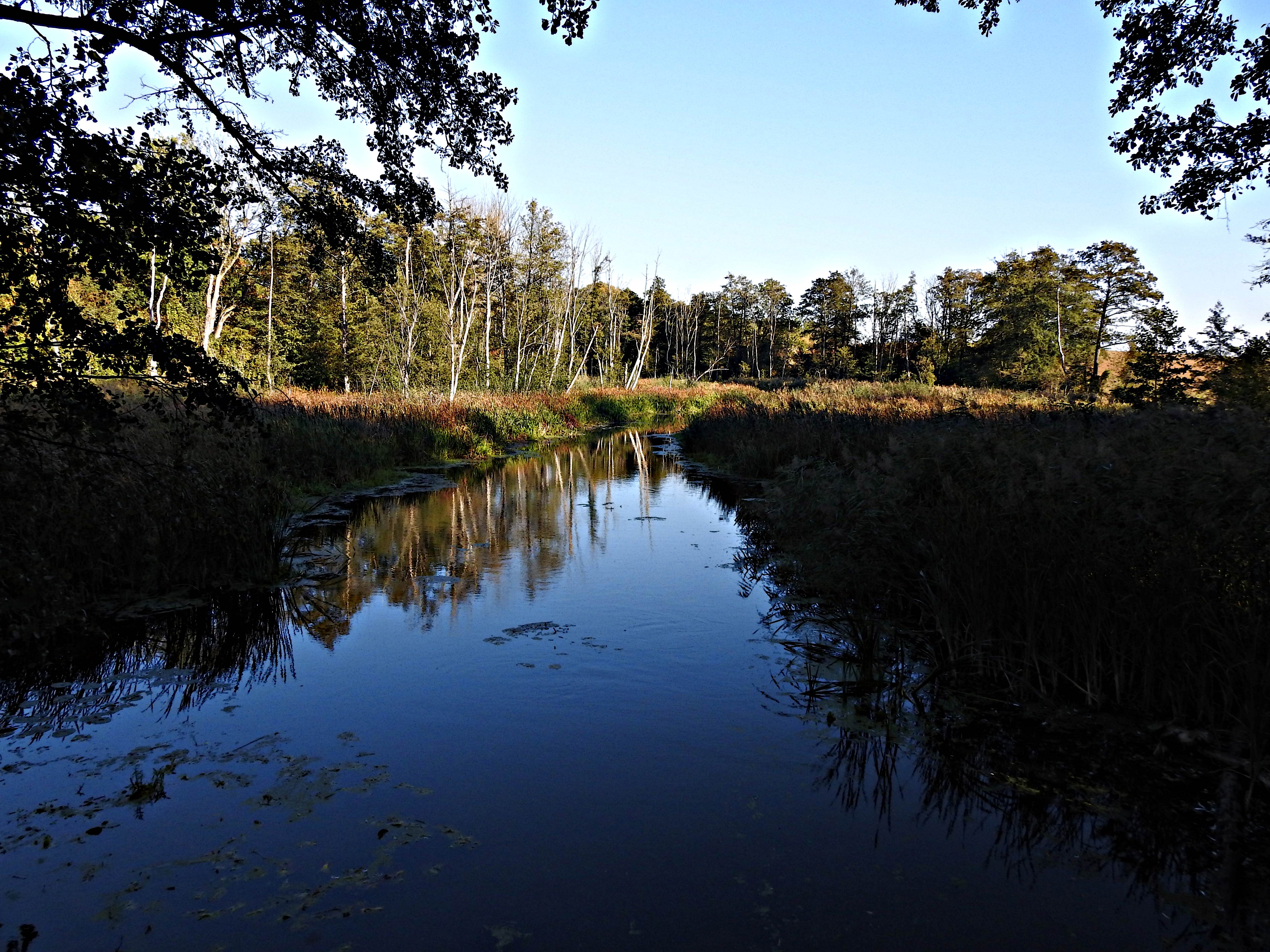
Tywa spiętrzona przed jazem przy małej elektrowni w miejscowości Trzaski

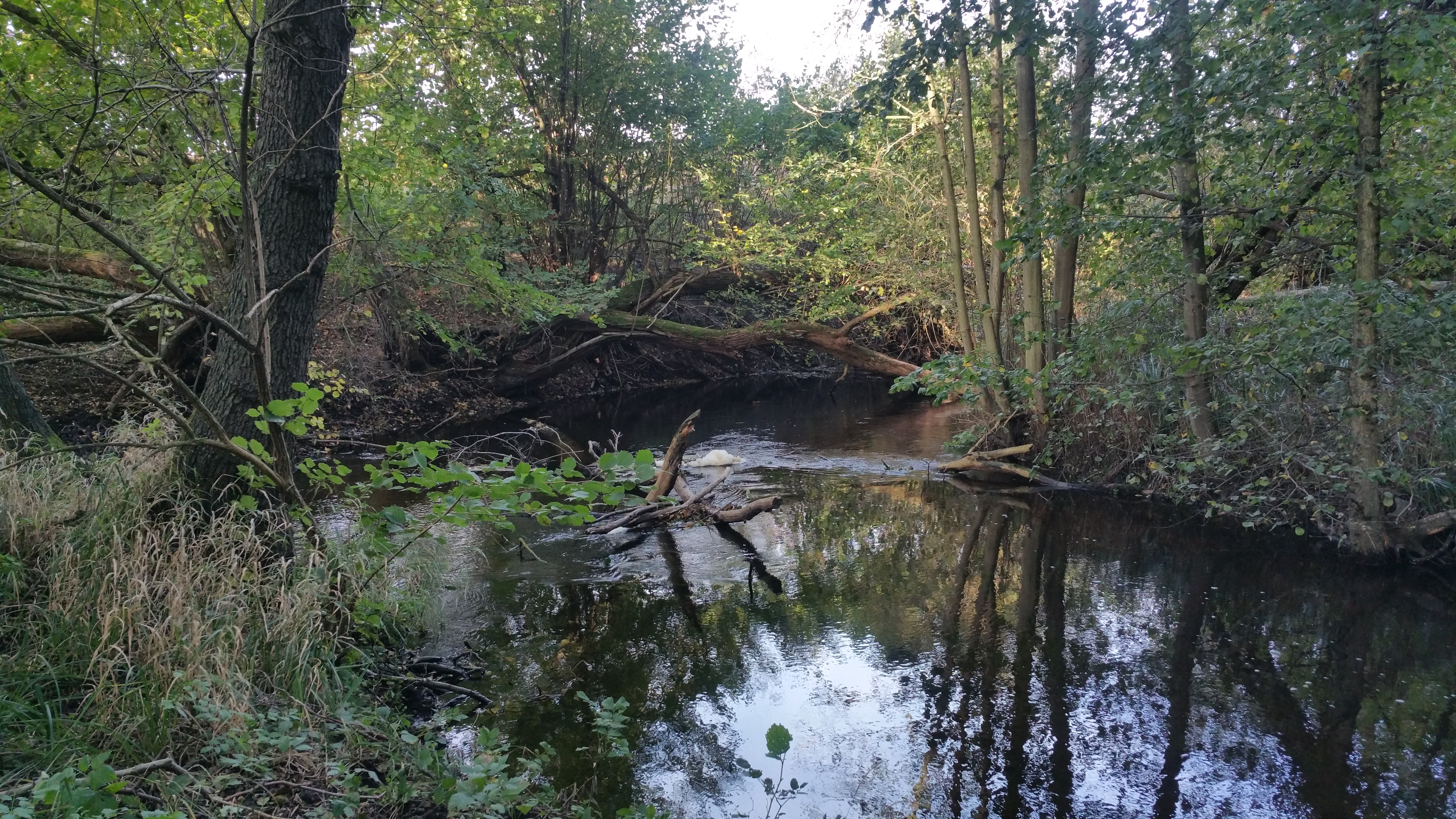
Leśne zakole rzeki poniżej osady Osuch, w okolicach Mielenka Gryfińskiego.

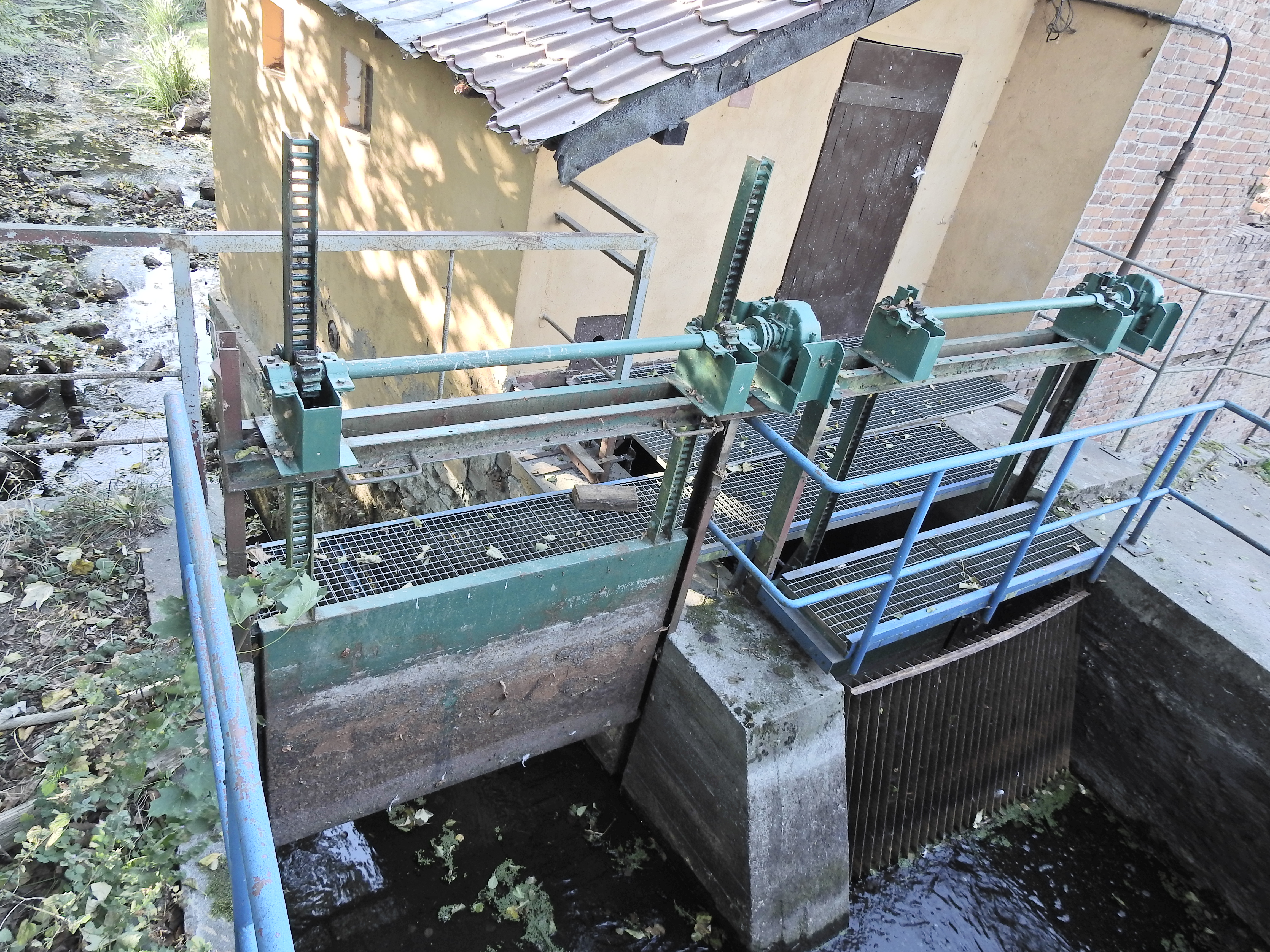
Jaz zastawkowy na Tywie w przy małej elektrowni wodnej w miejscowości Lubanowo – Trzaski

Tywa (niem. Thue) – niewielka rzeka w województwie zachodniopomorskim, w powiecie gryfińskim, będąca prawym dopływem dolnej Odry, płynąca w górnym biegu przez Pojezierze Myśliborskie, w środkowym i dolnym biegu – Równinę Wełtyńską.

## Geografia
Długość rzeki wynosi 47,9 km, powierzchnia zlewni 264,5 km², przepływ miarodajny SNQ obliczony dla przekroju ujściowego rzeki – 0,71 m³/s.
Ze względu na czasową i przestrzenną zmienność przepływu rzeka Tywa jest klasyfikowana jako nizinna w górnym biegu gdzie dno ma podłoże błotnisto-piaszczyste. 
5 km od źródła rzeki (w jej środkowym biegu) staje się rzeką górską – jej przepływ wynosi aż 0,91 m³/s, a struktura dna zmienia się w kamienną i piaszczystą.
Zlewnia ma charakter rolniczy, 68,42% zajmują grunty orne, pozostałą część zaś użytki zielone (7,84%) i wody (2,8%). Średnia szerokość koryta waha się od 1 m w rejonie źródłowym do 6 m w środkowym biegu rzeki. Jest rzeką stosunkowo płytką, maksymalna głębokość to 0,79 m w odcinku środkowym, natomiast minimalna 0,18 m w rejonie źródłowym. Jej charakterystycznym elementem jest wyraźna, głęboko wcięta dolina rzeczna, wykształcona w oparciu o południkowo przebiegającą rynnę polodowcową.
Źródła Tywy znajdują się na wysokości około 70 m n.p.m. w okolicy miejscowości Góralice, uchodzi zaś do Odry Wschodniej - Regalicy poprzez kanał ciepłowniczy Elektrowni Dolna Odra. Ujściowy odcinek (Żórawki – Gryfino) biegnący przez płaski teren jest przebudowany i wykorzystywany jako kanał odprowadzający wody chłodnicze Elektrowni Dolna Odra.
Przepływa przez 8 jezior rynnowych: Trzcińskie, Dołgie (Dłużyna), Grzybno (Leśne), Grodziskie, Długie, Dłużec, Mostowe, Święte.
Większe miejscowości nad Tywą: Trzcińsko-Zdrój, Strzeszów, Swobnica, Banie, Lubanowo, Tywica.
Dolina dolnej Tywy jest ważnym korytarzem ekologicznym pomiędzy parkiem krajobrazowym Doliny Dolnej Odry a Ostoją Ptasią Natura 2000 „Jeziora Wełtyńskie”. Odcinek ten został włączony w 2004 roku do proponowanej listy obszarów siedliskowych Natura 2000.

## Historia
Pierwsza wzmianka z 1212 r. odnotowuje nazwę Tyua, kolejne Tywa (1226, 1305), Tywe (1234), Thue (do 1945 r.).
Tywa ma największy spad wodny spośród rzek Pomorza Zachodniego, przez co jej wody wykorzystywano dawniej do napędu licznych młynów wodnych. Do I połowy XIX wieku na odcinku od jeziora Strzeszów do ujścia funkcjonowało 13 urządzeń piętrzących, z czego 10 napędzało młyny. Rzeka płynęła nieuregulowanym, meandrującym korytem, na terenach zalewowych nie powstawały urządzenia melioracyjne. Na przełomie wieków w całym regionie nastąpił intensywny rozwój rolnictwa i związanych z nim prac melioracyjnych oraz regulujących cieki wodne. W roku 1936 na rzece istniało 31 urządzeń piętrzących. W okresie powojennym na obszarze doliny Tywy następuje renaturalizacja w wyniku braku konserwacji sieci melioracyjnej, porzucenia użytkowania części obszarów i zalesienia nieużytków. W bezpośrednim sąsiedztwie rzeki powiększyła się powierzchnia leśna, przede wszystkim kosztem wilgotnych łąk. Współcześnie na rzece zinwentaryzowano 29 budowli piętrzących – głównie niewielkich jazów i progów wybudowanych w celach melioracyjnych lub do napędu, w większości nieistniejących już, młynów. Obecnie użytkowane są one również do zaopatrywania w wodę systemów stawowych oraz jako niewielkie elektrownie (7 sztuk).